# Len Younce
Leonard „Len“ Alonzo Younce (* 8. Januar 1917 in Dayton, Oregon; † 26. März 2000 in Enterprise, Oregon) war ein US-amerikanischer American-Football-Spieler. Er spielte in der National Football League (NFL) bei den New York Giants.

## Spielerlaufbahn

### Collegekarriere
Len Younce besuchte in Portland die High School. Nach seinem Schulabschluss studierte er von 1938 bis 1940 an der Oregon State University. Dort spielte er auf verschiedenen Positionen American Football. Im Jahre 1940 zog Younce mit seiner Mannschaft in den Pineapple Bowl ein. In dem Spiel konnte die University of Hawaii mit 39:6 besiegt werden.

### Profikarriere
Im Jahr 1941 wurde Younce von den durch Head Coach Steve Owen trainierten New York Giants an 67. Stelle in der achten Runde gedraftet. Younce wurde als Spieler in den Offensive Line, als Linebacker, aber auch als Punter und Kicker eingesetzt. Im Jahr 1944 erzielte Younce mit 48 Punts einen Raumgewinn von 1941 Yards. Dies war Ligabestleistung in diesem Jahr. Younce zog mit den Giants insgesamt viermal in das NFL-Meisterschaftsspiel ein. Die Mannschaft aus New York City konnte keines der Spiele gewinnen. 1941 mussten sich die Giants den Chicago Bears mit 37:9 geschlagen geben. 1943 erfolgte eine 28:0-Niederlage gegen die Washington Redskins. Im folgenden Jahr behielten die Green Bay Packers mit 14:7 die Oberhand über die Giants, obwohl Younce im Spiel einen Pass vom gegnerischen Quarterback abfangen konnte. 1945 musste er aufgrund seines Wehrdienstes in der US Army seine Laufbahn unterbrechen. Er diente in der Armee als Corporal.
Im Jahr 1946 kehrte er zu den Giants zurück und erreichte mit seiner Mannschaft erneut das NFL-Endspiel. Erneut waren die Bears der Endspielgegner und die Giants verloren nochmals mit 24:14. Nach der Saison 1948 beendete Younce seine Spielerkarriere.

## Trainerlaufbahn
Younce wirkte nach seiner Spielerkarriere zunächst von 1949 bis 1954 als Assistenztrainer an seinem alten College. Von 1960 bis 1962 agierte er in gleicher Funktion bei den Saskatchewan Roughriders und wechselte danach bis 1965 zu den Edmonton Eskimos. Beide Mannschaften spielen in der Canadian Football League (CFL). Bis er sich 1992 zur Ruhe setzte, war er Trainer verschiedener High-School-Footballmannschaften. Len Younce starb am 26. März 2000 und ist auf dem Willamette National Cemetery in Portland beerdigt.

## Ehrungen
Younce wurde sechsmal zum All-Pro gewählt. Er ist Mitglied im NFL 1940s All-Decade Team, in der Oregon Sports Hall of Fame und in der Sports Hall of Fame seines Colleges.